# Himeneu (cançó)
Himeneu fou el nom d'una cançó nupcial cantada a cor mentre l'esposa era acompanyada a casa de l'espós. Es diferenciava de l'epitalami perquè es cantava davant la cambra nupcial. Inicialment, "himeneu" o cançó himenea, només designava la cançó, però va prendre forma de déu. Vegeu Himeneu.